# Szilárd Németh
Szilárd Németh, slovaški nogometaš in trener madžarskih korenin, * 8. avgust 1977, Komárno, Češkoslovaška.
Neméth je po sezoni 2009/10 sklenil svojo igralsko pot, nazadnje je bil član nemškega drugoligaša Alemannie Aachen. Igral je na položaju napadalca. Z 22 zadetki iz 59 tekem je bil eden najučinkovitejših slovaških reprezentantov svoje generacije, 22 golov ga na reprezentančni lestvici strelcev uvršča celo na 2. mesto, tik za Róberta Vitteka.

## Klubska kariera
Németh je kariero pričel pri Slovanu iz Bratislave, preden se je preselil bolj na vzhod Slovaške v 1. FC Košice. Némethova vmesna postaja je bila še češka prestolnica in klub Sparta Praga, za katero pa je leta 1997 odigral le 5 tekem. Tako pri Slovanu kot pri Košicah je kazal odlične strelske predstave in si prislužil posojo v regijskega velikana Sparta Prago.
Iz Prage se je znova vrnil v domovino, okrepil je eno od najboljših ekip v državi, ekipo Inter Bratislava. Tu je tudi prvič požel zanimanje oglednikov iz zahodne Evrope in Némethovo ime so v tistem času često povezovali z različnimi evropskimi giganti. Kljub domnevnem zanimanju milanskega Interja je Németh leta 2001 naposled prestopil v angleškega prvoligaša Middlesbrough.
Njegova štiri leta so bila naravnost frustrirajoča, saj se v klubu preprosto ni znašel. Na 150 tekmah je dosegel 28 zadetkov, nikoli pa si ni zagotovil mesta v začetni enajsterici. V poletnem premoru so se tako širile mnoge govorice o njegovem odhodu iz kluba, a je Németh zavrnil vse ponudbe, med drugim tudi dvomilijonsko ponudbo moskovskega CSKA-ja. Že zgodaj v sezoni 2005/06 pa se je na srečanju proti Liverpoolu poškodoval, ta poškodba ga je od zelenic oddaljila za več mesecev. Po povratku so v klubu privolili v selitev v Strasbourg. Németh je v Francijo prišel januarja 2006 in za tamkajšnjega drugoligaša igral kot posojen igralec.
Po Strasbourgu je bila Némethova naslednja postaja nemški drugoligaš Alemannia Aachen, za katerega je igral od leta 2006 pa do upokojitve leta 2010.

## Reprezentančna kariera
Németh je kljub ne najuspešnejši klubski karieri stalno navduševal na tekmah slovaške reprezentance, za katero je na 59 srečanjih zabil 22 zadetkov. To ga na reprezentančni lestvici strelcev uvršča na 2. mesto za Róbertom Vittekom, na reprezentančni lestvici nastopov za izbrano vrsto pa zaseda tretje mesto, za Karhanom in Vittekom.

### Reprezentančni zadetki
| #  | Datum              | Prizorišče             | Nasprotnik  | Zadel za | Končni izid | Tekmovanje                          |
| -- | ------------------ | ---------------------- | ----------- | -------- | ----------- | ----------------------------------- |
| 1  | 2. maj 1997        | Alajuela, Kostarika    | Kostarika   | 1 – 1    | 2 – 2       | prijateljska tekma                  |
| 2  | 7. februar 1998    | Limassol, Ciper        | Islandija   | 1 – 0    | 2 – 1       | prijateljska tekma                  |
| 3  | 8. september 1999  | Bratislava, Slovaška   | Lihtenštajn | 1 – 0    | 2 – 0       | Kvalifikacije za Evropsko prvenstvo |
| 4  | 17. avgust 2000    | Bratislava, Slovaška   | Hrvaška     | 1 – 1    | 1 – 1       | prijateljska tekma                  |
| 5  | 7. oktober 2000    | Kišinjev, Moldavija    | Moldavija   | 1 – 0    | 1 – 0       | Kvalifikacije za Svetovno prvenstvo |
| 6  | 15. november 2000  | Rodos, Grčija          | Grčija      | 1 – 0    | 2 – 0       | prijateljska tekma                  |
| 7  | 27. februar 2001   | ?, Alžirija            | Alžirija    | 1 – 1    | 1 – 1       | prijateljska tekma                  |
| 8  | 28. marec 2001     | Trnava, Slovaška       | Azerbajdžan | 1 – 0    | 3 – 1       | Kvalifikacije za Svetovno prvenstvo |
| 9  | 28. marec 2001     | Trnava, Slovaška       | Azerbajdžan | 2 – 1    | 3 – 1       | Kvalifikacije za Svetovno prvenstvo |
| 10 | 5. september 2001  | Trenčín, Slovaška      | Moldavija   | 2 – 1    | 4 – 2       | Kvalifikacije za Svetovno prvenstvo |
| 11 | 21. avgust 2002    | Olomouc, Češka         | Češka       | 1 – 0    | 1 – 4       | prijateljska tekma                  |
| 12 | 12. oktober 2002   | Bratislava, Slovaška   | Anglija     | 1 – 0    | 1 – 2       | Kvalifikacije za Evropsko prvenstvo |
| 13 | 2. april 2003      | Trnava, Slovaška       | Lihtenštajn | 2 – 0    | 4 – 0       | Kvalifikacije za Evropsko prvenstvo |
| 14 | 2. april 2003      | Trnava, Slovaška       | Lihtenštajn | 3 – 0    | 4 – 0       | Kvalifikacije za Evropsko prvenstvo |
| 15 | 30. april 2003     | Žilina, Slovaška       | Grčija      | 1 – 1    | 2 – 2       | prijateljska tekma                  |
| 16 | 30. april 2003     | Žilina, Slovaška       | Grčija      | 2 – 2    | 2 – 2       | prijateljska tekma                  |
| 17 | 10. september 2003 | Žilina, Slovaška       | Makedonija  | 1 – 0    | 1 – 1       | Kvalifikacije za Evropsko prvenstvo |
| 18 | 8. september 2004  | Bratislava, Slovaška   | Lihtenštajn | 5 – 0    | 7 – 0       | Kvalifikacije za Svetovno prvenstvo |
| 19 | 9. oktober 2004    | Bratislava, Slovaška   | Latvija     | 1 – 1    | 4 – 1       | Kvalifikacije za Svetovno prvenstvo |
| 20 | 8. junij 2005      | Luksemburg, Luksemburg | Luksemburg  | 1 – 0    | 4 – 0       | Kvalifikacije za Svetovno prvenstvo |
| 21 | 1. marec 2006      | Pariz, Francija        | Francija    | 1 – 0    | 2 – 1       | prijateljska tekma                  |
| 22 | ?                  | ?, ?                   |             | ? – ?    | ? – ?       | prijateljska tekma                  |